# 페트라 튀머
페트라 튀머(독일어: Petra Thümer, 1961년 1월 29일 ~ )는 전 동독의 수영 선수이다.
작센주 카를마르크스슈타트에서 태어난 튀머는 1976년 몬트리올 올림픽에서 400m와 800m 자유형의 금메달을 획득하였다.
이듬해 유럽 선수권에서 200m에서 800m까지 3개의 자유형 종목을 우승하였으며, 자신의 경력 동안 400m와 800m 자유형에서 5개의 세계 기록을 세웠다.
후에 그녀는 동독 훈련 시스템에 일부로서 이행 강화약을 사용하였다는 인정을 하였다. 이 이유로 그녀는 1978년 세계 선수권을 놓쳤으며, 그녀가 도핑 테스트를 통과하지 않을 위협에 놓인 코치들은 그녀를 동독 팀에서 제외하며, 공식적으로 부상의 의한 그녀의 불참을 설명하였다.
1979년 수영에서 은퇴한 후, 사진가로 일하였다. 1987년에는 국제 수영 명예의 전당에 헌액되었다.